# Ленц, Николай Иванович
Николай Иванович Ленц (22 апреля [4 мая] 1830, Херсон — 4 [17] января 1906, Одесса) — краевед, педагог, директор Феодосийского учительского института.

## Биография
Родился 22 апреля (4 мая) 1830 года в Херсоне в семье немца-архитектора Иоганна Вильгельмовича Ленца, происходившего из города Люнебурга курфюрства Ганновер, и его жены Каролины Ивановны. После окончания Херсонской гимназии (1848) и Ришельевского лицея 2 сентября 1850 года принял православие, в 1853 году принял подданство Российской империи и назначен в Аккерманское уездное училище; но уже с января 1854 года он работал преподавателем истории в Одесском уездном училище. После крымской войны он был переведён пансионским репетитором в Екатеринославскую гимназию. Летом 1857 года он стал учителем русского языка в Одесском институте благородных девиц, а с октября того же года, одновременно — старшим учителем русского языка в гимназии при Ришельевском лицее. С 1864 года он был инспектором Ришельевской гимназии.
В 1874 году под его редакцией вышел последний номер «Новороссийского календаря», издававшийся с 1834 года.
Был произведён в чин действительного статского советника 26 декабря 1877 года. С 1879 года был директором Александровского реального училища в Николаеве. С 19 октября 1881 года  — директор Феодосийского учительского института.
Н. И. Ленц увлекался коллекционированием планов, видов и редких книг. В 1893 году был включен в состав Городской комиссии по составлению описания Одессы к ее историческому юбилею (1894). Стал действительным членом Императорского Одесского общества истории и древностей. В 1903 году тиражом всего в 75 экземпляров было напечатано его обширное монографическое исследование «Учебно-воспитательные заведения, из которых образовался Ришельевский лицей. 1804—1817». Как очевидцем того, что происходило в Одессе в 1854 году, предложил одну из версий причины бомбардировки Одессы 10 апреля 1854 года: он объяснял её попыткой вызвать из Севастополя Черноморский флот с целью его уничтожения в открытой морской битве.
Был награждён орденами Св. Владимира 3-й ст. (1883), Св. Анны (1874), Св. Станислава 2-й ст. с императорской короной (1871).
Современники воспринимали его как «настоящего одесского человека уже по тому, что провёл в нашей среде почти шесть десятков лет».
Умер 4 (17) января 1906 года. Был похоронен на Старом кладбище в Одессе. После его смерти в январе 1906 года его вдова, Аделаида Ивановна, передала Одесской городской публичной библиотеке несколько тысяч томов книг, а также чертежи, планы, различные виды города, рукописи и документы.

## Семья
Был женат на Аделаиде Ивановне Ридигер. Венчание состоялось 8 января 1861 года в Кафедральном соборе Одессы. Их дети: Мария (02.10.1861—?), Николай (06.05.1863—?), Владимир (06.05.1866—10.11.1870), Вера (31.05.1869—03.09.1895) — замужем за Николаем Егоровичем Ридигером.</ref>